# 錫索尼亞半島

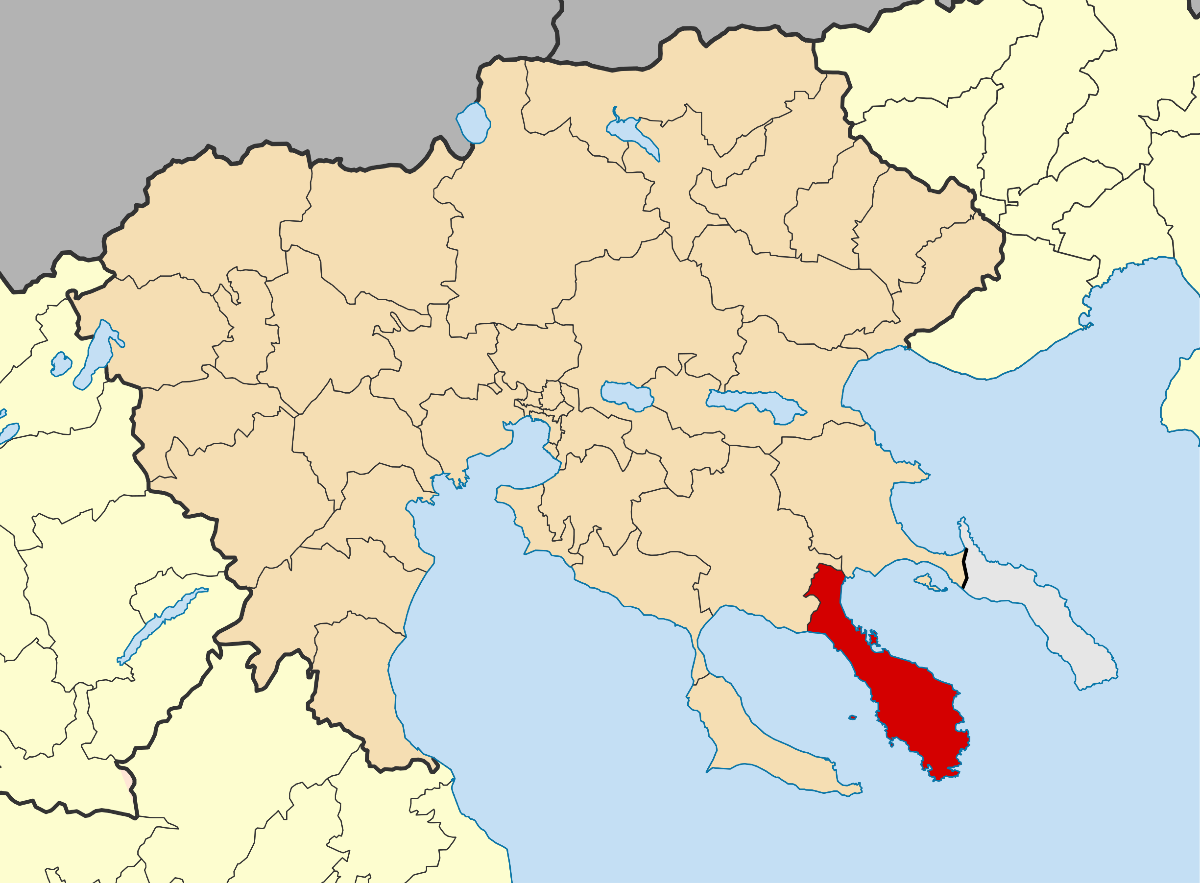
锡索尼亚市镇的位置

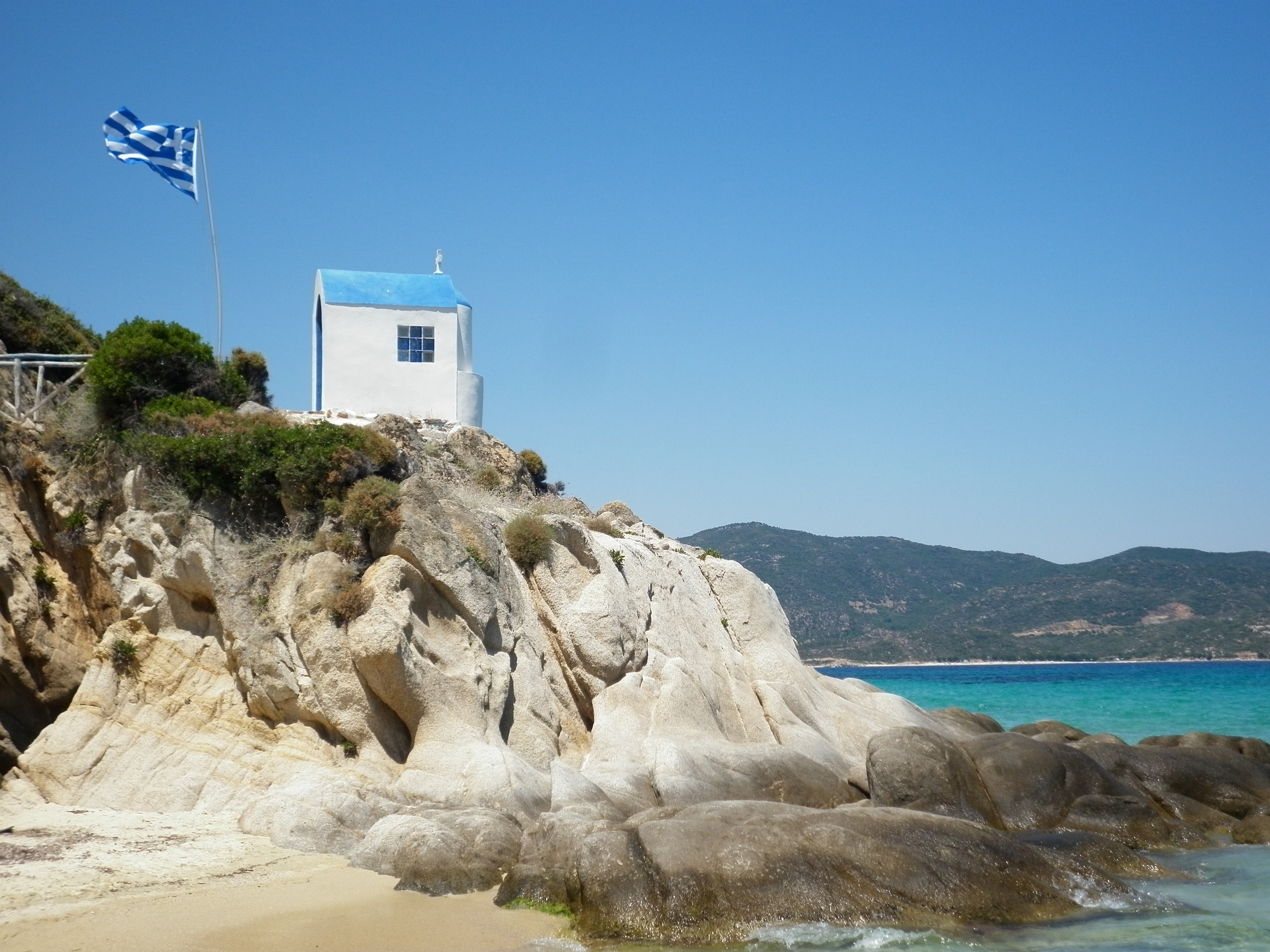
克利馬塔里亞海灘

锡索尼亚半岛（希臘語：Σιθωνία）是希臘的一個半島，位於希臘北部的馬其頓地區，是哈爾基季基半島南部的三個半島的其中一個。锡索尼亚半岛的最高點是伊塔莫斯山，海拔817公尺。
锡索尼亚半岛與西邊的卡桑德拉半岛隔著托羅尼灣，與東邊的阿索斯山隔著辛吉蒂克湾。半島上的城鎮包含托羅尼、尼基蒂等。